# McKaley Miller
McKaley Nicole Miller (Texas, 14 de maio de 1996) é uma atriz e dançarina norte-americana. Ela é mais conhecida por seu papel recorrente como Dana Monohan na série da ABC, The Gates e como Rose Hattenbarger na série The CW, Hart of Dixie.

## Carreira
Miller nasceu no Texas, Estados Unidos. Seu primeiro papel importante foi no filme de TV de 2006, Inspector Mom, estrelado por Danica McKellar. Ela também apareceu em alguns filmes independentes. Em 2011, Miller apareceu como Talia, por três episódios, na série Disney Channel, Wizards of Waverly Place, como o interesse amoroso do personagem de Jake T. Austin, Max Russo.
Ela co-estrelou o filme de 2013, The Iceman, estrelado por Michael Shannon e Winona Ryder. Ela interpretou a filha do personagem de Ryder. Em 2014, ela foi anunciada como Lizzie Braddock, na série de comédia da FX, Partners, estrelada por Kelsey Grammer e Martin Lawrence, interpretando a filha do personagem de Grammer. Ela também participou na série MTV, Awkward como um interesse amoroso de Matty McKibben. Em 2015, ela fez uma participação na série Disney Channel, K.C. Undercover, como Eliza Montgomery, a filha do presidente, e participou da série da FOX, Scream Queens como Sophia.
Em 2016, participou de dois episódios da série Faking It, interpretando Rachel, filha de um rabino.
Além de atuar, Miller também é uma dançarina competitiva, com mais de 6 anos de experiência em jazz, hip hop, clogging, tap, lyrical e ballet.

## Filmografia
| Televisão | Televisão                | Televisão         | Televisão                                                       |
| Ano       | Título                   | Papel             | Notas                                                           |
| --------- | ------------------------ | ----------------- | --------------------------------------------------------------- |
| 2006      | Inspector Mom            | Amiga de Tara     | Filme de TV                                                     |
| 2010      | The Gates                | Dana Monohan      | Papel recorrente, 8 episódios                                   |
| 2011      | Wizards of Waverly Place | Talia             | Papel recorrente; 3 episódios                                   |
| 2011-2015 | Hart of Dixie            | Rose Hattenbarger | Papel recorrente; 21 episódios                                  |
| 2013      | Awkward                  | Bailey            | Papel recorrente; 3 episódios                                   |
| 2014      | Partners                 | Lizzie Braddock   | Elenco principal; 10 episódios                                  |
| 2015      | Bones                    | Cayla Seligman    | "The Lost in the Found" (Temporada 10, Episódio 17)             |
| 2015      | K.C. Undercover          | Eliza Montgomery  | "First Friend" (Temporada 1, Episódio 15); Série Disney Channel |
| 2015      | Scream Queens            | Sophia            | 3 episódios; Série FOX                                          |
| 2016      | Faking It                | Rachel            | 2 episódios; Série MTV                                          |

| Cinema | Cinema                       | Cinema            | Cinema                       |
| Ano    | Título                       | Papel             | Notas                        |
| ------ | ---------------------------- | ----------------- | ---------------------------- |
| 2006   | Gloria                       | Gloria            | Protagonista; Curta-metragem |
| 2011   | Grand Prix: The Winning Tale | Flirty Litle Girl |                              |
| 2011   | Traveling                    | Kaylee            |                              |
| 2012   | General Education            | Emily Collins     |                              |
| 2013   | The Iceman                   | Anabel Kuklinski  |                              |
| 2014   | Wish I Was Here              | Nicole            | Não-creditada                |
| 2014   | Where Hope Grows             | Katie Campbell    |                              |
| 2016   | The Standoff                 | Sophia Jackson    | Filmando; Elenco principal   |

## Ligações Externas
- McKaley Miller no X
- McKaley Miller no Instagram